# Центральний банк Мадагаскару
Центральний банк Мадагаскару (малаг. Banky Foiben'i Madagasikara, фр. Banque Centrale de Madagascar) — центральний банк Республіки Мадагаскар.

## Історія
Законом від 22 грудня 1925 року емісійне право на території Мадагаскару отримав приватний французький Банк Мадагаскару. У 1950 році банк реорганізовано, створено Банк Мадагаскару і Коморських островів.
У травні 1962 року засновано Малагасійський емісійний інститут, до складу правління увійшли вісім представників Франції і Малагасійські Республіки.
Після виходу Мадагаскару із зони франка 12 червня 1973 року створено державний Центральний банк Малагасійські Республіки. У липні 1976 року банк перейменований на Центральний банк Мадагаскару.